# Kleszczów (gemeente)
De gemeente Kleszczów is een landgemeente in het Poolse woiwodschap Łódź, in powiat Bełchatowski.
De zetel van de gemeente is in Kleszczów.
Op 30 juni 2004 telde de gemeente 3915 inwoners.

## Oppervlakte gegevens
In 2002 bedroeg de totale oppervlakte van gemeente Kleszczów 124,82 km², waarvan:
- agrarisch gebied: 42%
- bossen: 28%

De gemeente beslaat 12,88% van de totale oppervlakte van de powiat.

## Demografie
Stand op 30 juni 2004:
| Omschrijving                   | Totaal | Totaal | Vrouwen | Vrouwen | Mannen | Mannen |
| ------------------------------ | ------ | ------ | ------- | ------- | ------ | ------ |
| eenheid                        | aantal | %      | aantal  | %       | aantal | %      |
| inwoners                       | 3915   | 100    | 1955    | 49,9    | 1960   | 50,1   |
| bevolkingsdichtheid (inw./km²) | 31,4   | 31,4   | 15,7    | 15,7    | 15,7   | 15,7   |

In 2002 bedroeg het gemiddelde inkomen per inwoner 39 780,25 zł.

## Administratieve plaatsen (sołectwo)
De gemeente omvat 10 sołectw: Antoniówka, Czyżów, Dębina, Kamień, Kleszczów, Łękińsko, Łuszczanowice, Rogowiec, Wolica, Żłobnica.

## Overige plaatsen
Adamów, Biłgoraj, Bogumiłów, Dąbrowa, Faustynów, Karolów, Kocielizna, Kolonia Łuszczanowice, Podwinek, Słok Pierwszy, Stefanowizna, Wola Grzymalina.

## Aangrenzende gemeenten
powiat Bełchatowski: Bełchatów, Kluki, Szczerców
powiat Radomszczański: Dobryszyce, Kamieńsk, Lgota Wielka, Sulmierzyce